# Elisa Di Francisca
Elisa Di Francisca (ur. 13 grudnia 1982 w Jesi) – włoska florecistka, trzykrotna medalistka olimpijska i wielokrotna medalistka mistrzostw świata i Europy. Zawodniczka GS Fiamme Oro.

## Kariera
Na igrzyskach olimpijskich w Londynie w 2012 roku reprezentacja Włoch w składzie: Elisa Di Francisca, Arianna Errigo, Ilaria Salvatori i Valentina Vezzali wywalczyła złoty medal w rywalizacji drużynowej. Na tej samej imprezie Di Francisca była też najlepsza indywidualnie, w finale pokonując Ariannę Errigo 12-11. Na rozgrywanych cztery lata później igrzyskach w Rio de Janeiro zdobyła srebrny medal w zawodach indywidualnych, przegrywając w finale z Rosjanką Inną Dierigłazową 11-12. 
Podczas mistrzostw świata w Nowym Jorku w 2004 roku wywalczyła złoty medal w zawodach drużynowych. Wynik ten Włoszki z Di Franciscą w składzie powtórzyły na mistrzostwach świata w Antalyi (2009), mistrzostwach świata w Paryżu (2010), mistrzostwach świata w Budapeszcie (2013), mistrzostwach świata w Kazaniu (2014) i mistrzostwach świata w Moskwie (2015), a na mistrzostwach świata w Turynie (2006), mistrzostwach świata w Katanii (2011), mistrzostwach świata w Rio de Janeiro (2016) i mistrzostwach świata w Budapeszcie (2019) zdobywały srebrne medale. Kilkukrotnie zdobywała również medale w rywalizacji indywidualnej: złoto na mistrzostwach świata w Paryżu (2010), srebro na mistrzostwach świata w Katanii (2011) oraz brąz podczas mistrzostw świata w Antalyi (2009), mistrzostw świata w Budapeszcie (2013) i mistrzostw świata w Budapeszcie (2019).
Wielokrotnie zdobywała również medale mistrzostw Europy, w tym złote indywidualnie na mistrzostwach Europy w Sheffield (2011), mistrzostwach Europy w Zagrzebiu (2013), mistrzostwach Europy w Strasburgu (2014), mistrzostwach Europy w Montreux (2015) i mistrzostwach Europy w Düsseldorfie (2019) oraz drużynowo podczas mistrzostw Europy w Zalaegerszeg (2005), mistrzostw Europy w Płowdiwie (2009), mistrzostw Europy w Lipsku (2010), mistrzostw Europy w Sheffield (2011), mistrzostw Europy w Legnano (2012), mistrzostw Europy w Zagrzebiu (2013), mistrzostw Europy w Strasburgu (2014), mistrzostw Europy w Strasburgu (2014) i mistrzostw Europy w Montreux (2015).

## Poza sportem
Jesienią 2013 roku wystąpiła w 9. edycji włoskiej wersji Tańca z Gwiazdami, jej partnerem był Raimondo Todaro. 7 grudnia 2013 roku Elisa Di Francesca wygrała program z wynikiem 56% głosów.